# Astiosoma
Genre
Astiosoma est un genre d'insectes diptères de la famille des Asteiidae.

## Liste d'espèces
Selon Catalogue of Life (27 octobre 2018) :
- Astiosoma aridum Sabrosky, 1957
- Astiosoma flaveolum (Coquillett, 1898)
- Astiosoma hirtum (Aldrich, 1915)
- Astiosoma lineatum (Aldrich, 1915)
- Astiosoma malayense Sabrosky, 1956
- Astiosoma melbournense (Malloch, 1927)
- Astiosoma okinawae Sabrosky, 1957
- Astiosoma rufifrons Duda, 1927
- Astiosoma sabulosum Forrest & Wheeler, 2002